# Рыжов Владислав Андреевич
Владислав Андреевич Рыжов — спортсмен, представитель боевого самбо. Двукратный чемпион мира по боевому самбо (WCSF), чемпион России. Мастер спорта.

## Биография
Родился в Москве в 1985 году. В 1993 году вместе с братом (Рыжов Константин — также самбист) пошел заниматься в секцию самбо, которая располагалась рядом с домом — «Самбо-80». Первый тренер, который привил любовь к этому виду спорта и заложил основы техники — Овсяник Иван Павлович (спортивный клуб Самбо-80, г. Москва).
В 2014 году после удачных выступлений на соревнованиях был приглашён в сборную города Москвы по боевому самбо, тренировочный процесс которой проходил на базе МЭИ (Московский энергетический институт). В настоящее время тренируются под руководством заслуженного тренера Волостных Валерия Валентиновича.
Тренировался в сборной Москвы по боевому самбо с такими известными спортсменами как Маршалл Савчук, Николай Каушанский, Сергей Акинин, Дибир Загиров, Федор Куприченков, Магомед Исмаилов.
В 2020 и 2023 году выиграл Чемпионаты мира по боевому самбо (WCSF).
В настоящее время является руководителем Фабрики имбирных пряников, г. Москва.

## Семья
Женат. В семье четверо детей: сын Марк, 2022 г.р., и дочки: Милана, 2010 г.р. (кандидат в мастера спорта по художественной гимнастике), Мария, 2016 г.р., и Эмилия, 2019 г.р. Дочки занимаются спортом — художественной гимнастикой.